# Industrija Motornih Vozil
Industrija Motornih Vozil war ein jugoslawischer Hersteller von Automobilen mit Sitz in Novo Mesto (Teilrepublik Slowenien).

## Unternehmensgeschichte
Das Unternehmen Agroservis aus Ljubljana stellte Landmaschinen her. Unter dem Unternehmensnamen Moto Montaža begann 1954 die Produktion von Automobilen nach Lizenzen ausländischer Unternehmen. 1959 erfolgte die Umbenennung in Industrija Motornih Vozil. 1969 kam es zu einem Vertrag mit der British Motor Corporation. Im September 1972 wurde ein Vertrag mit Renault abgeschlossen. Außerdem entstanden Wohnwagen und Wohnmobile der Marke Adria. Im Juni 1988 gründete IMV zusammen mit Renault in einem Joint Venture Revoz. Revoz setzte die Fahrzeugproduktion fort. 1990 wurde die Wohnwagen- und Wohnmobilfabrikation an das neu gegründete Unternehmen Adria Mobil übertragen. 1991 wurde IMV aufgelöst.

## Fahrzeuge

### DKW
In Zusammenarbeit mit der Auto Union GmbH entstanden ab 1955 leichte Nutzfahrzeuge wie der DKW-Schnellaster der Marke DKW.

### Austin

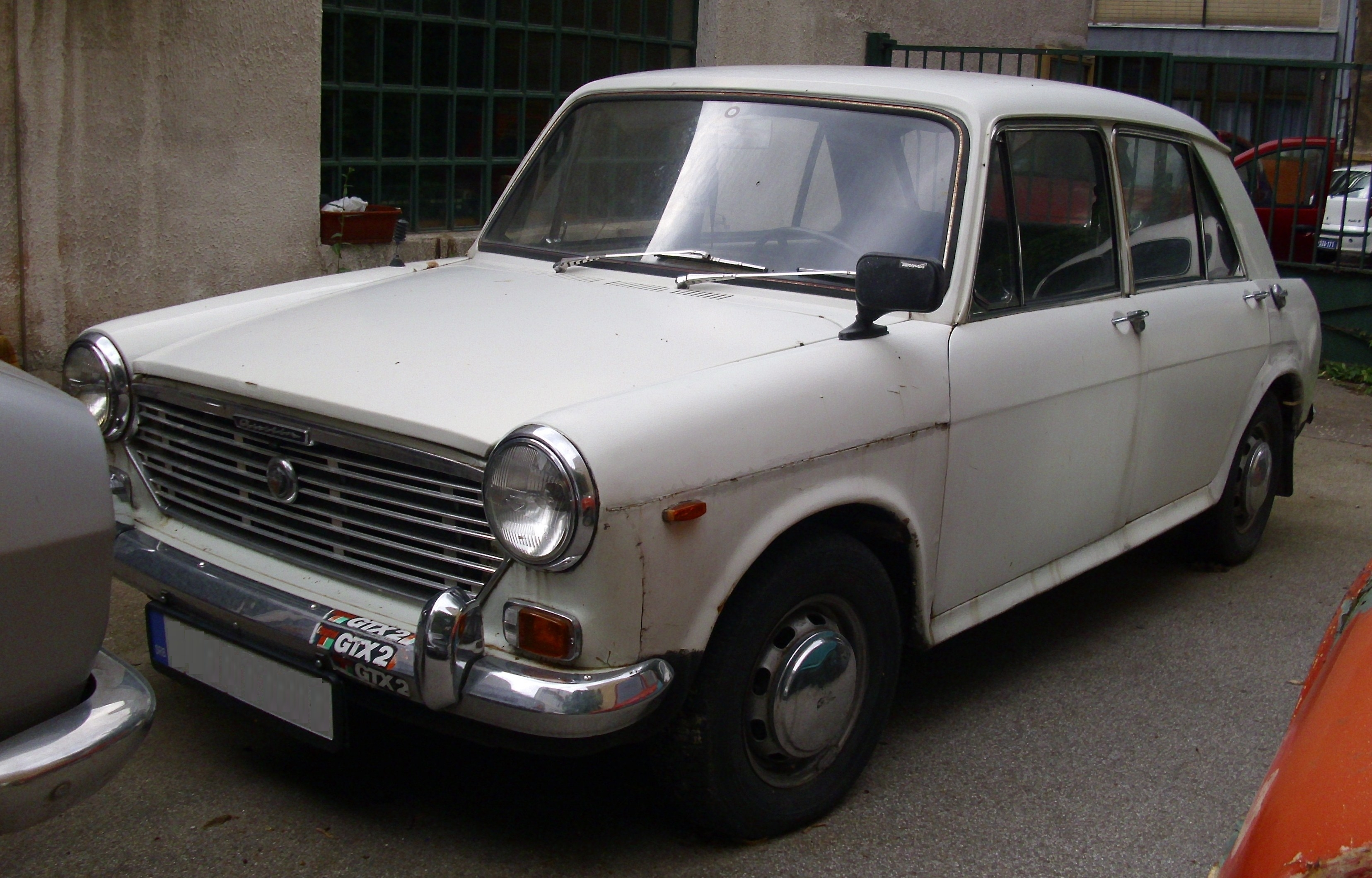
Ein Austin 1300 mit Linkslenkung und serbischem Kfz-Kennzeichen im Depot des Belgrader Automobilmuseums. Wahrscheinlich bei IMV produziert.

Zwischen 1969 und 1972 fertigte das Unternehmen Fahrzeuge von Austin in Kooperation mit der British Motor Corporation. Der Markenname lautete Austin IMV. Die gesamte Stückzahl von 21.379 Exemplaren verteilt sich wie folgt:
| Modell                    | Hubraum | PS | Bauzeit   | Stückzahl |
| ------------------------- | ------- | -- | --------- | --------- |
| 1300 Saloon Super de Luxe | 1275    | 53 | 1969–1972 | 14.450    |
| 1300 Special              | 1275    | 65 | 1972      | 485       |
| 1000 Mini                 | 998     | 34 | 1970–1972 | 5.354     |
| 1500 Maxi                 | 1485    | 74 | 1970–1971 | 897       |
| 1750 Maxi                 | 1748    | 72 | 1971–1972 | 193       |

### Renault
Die Produktion der Renault-Fahrzeuge begann 1973 mit dem Renault 4. Dieses Modell wurde auch noch von Revoz produziert. Die größeren Modelle waren nicht so erfolgreich, wie aus der folgenden Tabelle ersichtlich ist.
| Modell     | Bauzeit   | Stückzahl | Anmerkung                                 |
| ---------- | --------- | --------- | ----------------------------------------- |
| Renault 4  | 1973–1992 | 575.824   | Stückzahl beinhaltet Produktion bei Revoz |
| Renault 12 | 1974–1977 | 7.278     |                                           |
| Renault 16 | 1974–1976 | 342       |                                           |
| Renault 18 | 1980–1987 | 18.714    |                                           |

Eine andere Quelle gibt an, dass Renault 12 und Renault 16 bis Anfang 1976 gefertigt wurden, und der Renault 18 bereits ab 1978.

### IMV VAN
Das Unternehmen entwickelte und produzierte Kleinbusse mit Frontantrieb mit einem Radstand von 2400 mm. Einige Fahrzeuge erhielten als Langversion hinten eine Doppelachse. Der 1000 hatte einen DKW-Motor verbaut und erreichte damit eine Höchstgeschwindigkeit von 105 km/h. Der 1600 B wurde mit einem British-Leyland-Motor ausgestattet, der 1100 R besaß einen Renault-Motor und beim 2200 D handelte es sich um einen Mercedes-Benz-Dieselmotor. Die Fahrzeuge gab es als Kleinbus, Transporter oder als Krankenwagen.
| Modell     | Hubraum | PS | Bauzeit | Stückzahl |
| ---------- | ------- | -- | ------- | --------- |
| IMV 1000   | 981     | 39 | ?       | ?         |
| IMV 1600 B | 1622    | 56 | 1972–?  | ?         |
| IMV 1100 R | 1600    | 60 | ?       | ?         |
| IMV 2200 D | 2200    | 60 | 1977–?  |           |